# Vrh Pobjede
Vrh Pobjede ili Džengiš Čokusu (kirgiški: Жеңиш чокусу, kineski: 托 木 尔 峰, rus. Пик Победы) je planina na granici Kirgistana i Kine.
Uzdiže se do 7439 m nadmorske visine. To je najviši vrh planinskog lanca Tanšan i najviši vrh Kirgistana. To je ujedno i najsjeverniji vrh iznad 7000 mnm na svijetu. Nalazi se u sklopu masiva Kokšaal-Tau, oko 20 km južno od vrha Khan Tengrija (drugi najviši vrh Tanšana), koji ga dijeli od masivnog ledenjaka Inyľčok.
Vrh Pobjede otkriven je 1946. godine, kada je utvrđeno da je više od Khan Tengrija, koji je prethodno bio smatran najvišim vrhom Tanšana. Dobio je ime u čast sovjetske pobjede u Drugom svjetskom ratu.
Ruski planinar Vitalij Abalakov prvi se popeo na Vrh Pobjede 1956. godine.